# Paraphaenocladius kunashiricus
Paraphaenocladius kunashiricus är en tvåvingeart som beskrevs av Makarchenko 2006. Paraphaenocladius kunashiricus ingår i släktet Paraphaenocladius och familjen fjädermyggor. Inga underarter finns listade i Catalogue of Life.